# Homalometopus lukinatcha
Homalometopus lukinatcha är en tvåvingeart som beskrevs av Wayne N. Mathis 1984. Homalometopus lukinatcha ingår i släktet Homalometopus och familjen vattenflugor. Inga underarter finns listade i Catalogue of Life.